# جان روث
جان روث هو دراج سويسري، ولد في 3 مارس 1924 في لو هافر في فرنسا.

## وصلات خارجية
- جيان روث على موقع أرشيف الدراجات (الإنجليزية)
- جيان روث على موقع إحصائيات الدراجات الإحترافية (الإنجليزية)
- جيان روث على موقع أوليمبيديا (الإنجليزية)